# Sympycnus distinctus
Sympycnus distinctus är en tvåvingeart som beskrevs av Octave Parent 1933. Sympycnus distinctus ingår i släktet Sympycnus och familjen styltflugor. Inga underarter finns listade i Catalogue of Life.